# Шишов, Алексей Валерьевич
Алексей Валерьевич Шишов — российский театральный режиссёр, драматург. Лауреат премии «Золотая маска».

## Биография
В 1999 году окончил Российский государственный институт сценических искусств (курс заслуженного деятеля искусств Игоря Александровича Зайкина). Пять лет жил и работал в Германии. В 2005 году вместе с другими выпускниками театральной академии Денисом Шадриным и Борисом Константиновым создал кукольный театр Karlsson Haus, художественным руководителем которого был до 2013 года. Театр получил своё название в честь любимой книги Шишова — «Карлсона» Астрид Линдгрен. Ей же был посвящён первый спектакль студии — «Мой Карлсон», где Алексей сам исполнил роль Карлсона.
Автор музыки к нескольким спектаклям. В 2008 году написал музыку к спектаклю Бориса Константинова «Волшебное перышко», который стал лауреатом премии «Золотая маска» в двух номинациях.
В 2009 году вместе с Шадриным и Константиновым был удостоен «Золотой маски»	за лучшую работу режиссёра в театре кукол за спектакль «Ленинградка» о блокаде. Также призом был отмечен отмечен художник «Ленинградки» Виктор Антонов, а сам спектакль номинировался на лучшую постановку. В честь 70-летия Великой Победы он был восстановлен в Москве на Малой сцене Центрального театра кукол имени Образцова. В том же году получил специальный приз высшей театральной премии Петербурга Золотой софит «За эксперимент и обогащение художественного языка театра кукол». В 2012 году Алексей Шишов был вновь удостоен награды. Его постановка «Вероятно, чаепитие состоится» получила «Золотую маску» как лучший спектакль в театре кукол. В 2013 году спектакль Шишова спектакль "Пеппилотта. Вилла «Курица» был награждён на XXII фестивале «Театры Санкт-Петербурга — детям» в категории «За создание игровой атмосферы и корректность интерактива». В 2013 году создал собственный авторский театр ТАНТАМАРЕСКИ, руководителем и режиссером которого является в настоящее время.